# Давньослов'янський календар
Давньослов'я́нський календа́р — умовна назва комплексу календарних уявлень древніх слов'ян, що існували за часів старослов'я́нської мови і культури та вплинули в період християнізації на формування календарних систем слов'янських народів. Ці уявлення стосуються способів підрахунку днів, місяців і років.

## Назви місяців

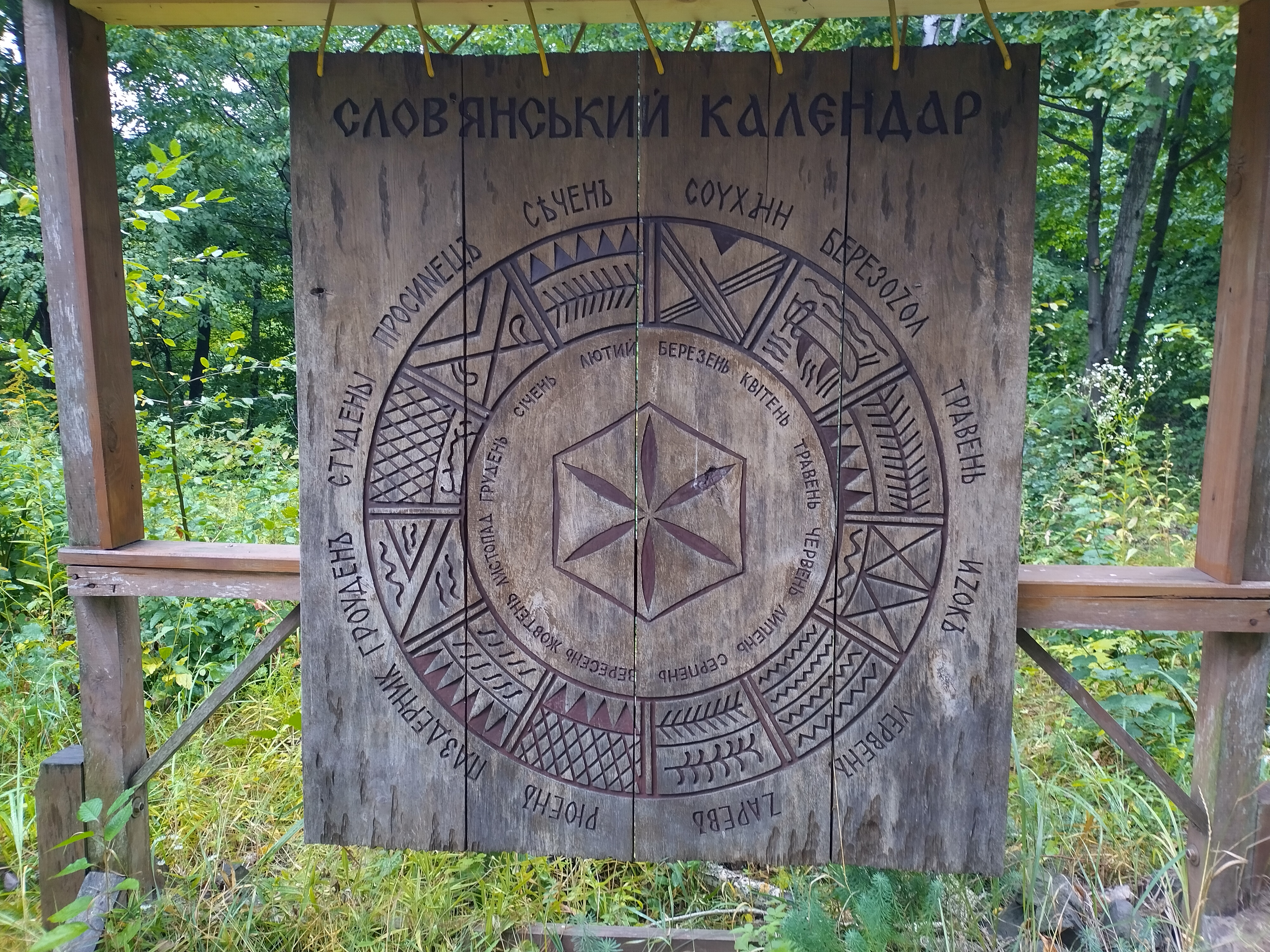
Слов'янський календар біля дуба Перуна на території "Музею просто неба в Пирогові"